# Konrad-Adenauer-Stiftung

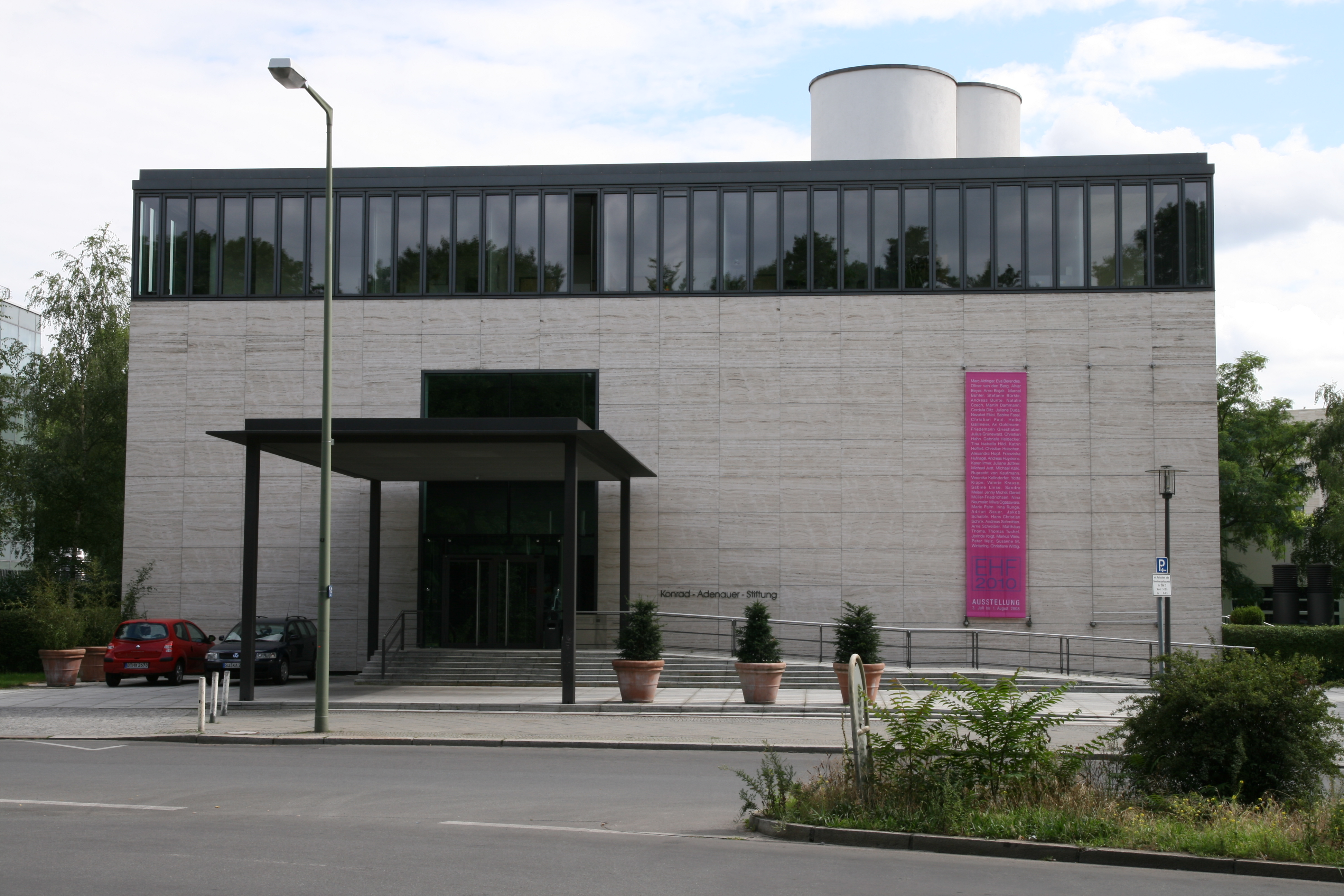
A KAS Berlini irodája a Tiergartenstraße-ban

A Konrad-Adenauer-Stiftung e.V. (KAS) (Konrad Adenauer Alapítvány) egy, a német Kereszténydemokrata Unióhoz (CDU) közelálló alapítvány.
Székhelye Sankt Augustinban, Bonn közelében van. Az alapítvány 1955-ben alapították Gesellschaft für christlich-demokratische Bildungsarbeitként és 1964 óta viseli Németország első kancellárja, Konrad Adenauer nevét. Az alapítvány Németországban két oktatási központban és 16 képzési szervezetben végzi munkáját. 60 külföldi irodánkon keresztül világszerte több mint 200 projektet támogat több mint 120 országban. Magyarországon 1990 óta van képviselete.

## Ösztöndíjak
A KAS ösztöndíjakkal és tanulmány-kiegészítő programokkal nemcsak németországi diákoknak nyújt támogatást, hanem segíti a tehetséges magyar diákokat és frissen végzett diplomásokat is. A sikeres jelöltek németországi vagy más általuk választott vendégországi tartózkodásukhoz kapnak az alapítványtól eszmei és anyagi támogatást. A program keretében a szakmai kompetencia fejlesztése mellett fontos annak a képességnek a kialakítása is, hogy felelősen tudjanak viszonyulni az állam és a társadalom előtt álló feladatokhoz. Ezért a jelöltek kiválasztásánál a szakmai teljesítmények mellett a társadalmi elkötelezettség és a jellembeli alkalmasság is azonos súllyal esik latba. Eddig összesen több mint 6700 német és 1900 külföldi diák fejezte be tanulmányait a Konrad Adenauer Alapítvány. támogatásával
A Konrad Adenauer Alapítvány magyarországi képviselete az ösztöndíjasokkal németországi tanulmányútjuk befejezése után is élénk kapcsolatot tart fenn. A Magyarországon élő egykori ösztöndíjasok részt vesznek a képviselet által rendezett programokon is.